# Pseudagapostemon catamarcensis
Pseudagapostemon catamarcensis är en biart som beskrevs av Cure 1989. Pseudagapostemon catamarcensis ingår i släktet Pseudagapostemon och familjen vägbin. Inga underarter finns listade i Catalogue of Life.